# Алкатраз
„Алкатраз“ (на английски: Alcatrazz) е американска хевиметъл група.
Създадена е първоначално като студийна група на Греъм Бонит (бивш вокал на „Рейнбоу“ и Майкъл Шенкер). Впоследствие печели известна популярност. През нея преминават китарните виртуози Ингви Малмстийн и Стив Вай.
Групата е основана през 1982 г. Съставът включва още: басиста Гари Шей и кийбордиста Джими Уолдо, идващи от групата „Ню Инглънд“, както и барабаниста Ян Увена.

## Състав
„Алкатраз“ (с Бонит)
- Греъм Бонит – вокалист
- Хауи Саймън – китара
- Тим Люс – бас китара
- Грен Собъл – барабани, перкусии

„Алкатраз“ (с Фийлдс)
- Томи Фийлдс – вокалист
- Стиг Матисен – китара
- Гари Шей – бас китара
- Ян Увена – барабани, перкусии
- Джими Уолдо – клавишни и др.

## Дискография
| Година | Албум                       |
| 1983   | No Parole from Rock N' Roll |
| 1984   | Live Sentence               |
| 1985   | Disturbing the Peace        |
| 1986   | Dangerous Games             |